# ریچارد کرایچک
 ریچارد کرایچک (هلندی: Richard Krajicek؛ زاده ۶ دسامبر ۱۹۷۱) یک تنیس‌باز اهل هلند است.